# Ibirarema (ort)
Ibirarema är en ort i Brasilien.   Den ligger i kommunen Ibirarema och delstaten São Paulo, i den södra delen av landet, 800 km söder om huvudstaden Brasília. Ibirarema ligger 482 meter över havet och antalet invånare är 6 725.
Terrängen runt Ibirarema är platt. Närmaste större samhälle är Palmital, 15,2 km väster om Ibirarema.
Trakten runt Ibirarema består till största delen av jordbruksmark. Runt Ibirarema är det ganska glesbefolkat, med 24 invånare per kvadratkilometer.